# 金海龍
金海龍（学名：Entelurus aequoreus）为海龍魚科金海龍屬的唯一一種，分布於東大西洋區，從冰島、波羅的海至亞速群島海域，棲息深度5-100公尺，雄魚體長可達40公分；雌魚可達60公分，成魚棲息在近岸的海藻叢中，屬肉食性，以小型甲殼類及魚苗為食，卵胎生，可作為觀賞魚。